# Équation de Schwinger-Dyson
L’équation de Schwinger-Dyson, d'après Julian Schwinger et Freeman Dyson, est une équation de la théorie quantique des champs.

## Dérivation
Étant donné une fonction bornée F sur les configurations du champ, alors pour tout vecteur d'état {\displaystyle |\psi >} (qui est solution de la théorie quantique des champs), il y a :
{\displaystyle \left\langle \psi \left|{\mathcal {T}}\left\{{\frac {\delta }{\delta \phi }}F[\phi ]\right\}\right|\psi \right\rangle =-i\left\langle \psi \left|{\mathcal {T}}\left\{F[\phi ]{\frac {\delta }{\delta \phi }}S[\phi ]\right\}\right|\psi \right\rangle }
avec S la fonctionnelle d'action et {\displaystyle {\mathcal {T}}} l'opérateur d'ordonnation du temps.
D'une même manière, dans la formulation de la matrice densité, pour tout état (valide) {\displaystyle \rho }, il y a :
{\displaystyle \rho \left({\mathcal {T}}\left\{{\frac {\delta }{\delta \phi }}F[\phi ]\right\}\right)=-i\rho \left({\mathcal {T}}\left\{F[\phi ]{\frac {\delta }{\delta \phi }}S[\phi ]\right\}\right)}
Cet ensemble infini d'équations peut être utilisé pour résoudre les fonctions de corrélation, sans utiliser une approche perturbative.
On peut également réduire l'action S en la séparant :
{\displaystyle S[\phi ]={\frac {1}{2}}D_{ij}^{-1}\phi ^{i}\phi ^{j}+S_{int}[\phi ]}
Le premier terme est la composante quadratique et {\displaystyle D^{-1}} un tenseur covariant symétrique et réversible (antisymétrique pour les fermions) de rang 2 dans la notation de deWitt. Les équations peuvent être réécrites ainsi :
{\displaystyle \langle \psi |{\mathcal {T}}\{F\phi ^{j}\}|\psi \rangle =\langle \psi |{\mathcal {T}}\{iF_{,i}D^{ij}-FS_{int,i}D^{ij}\}|\psi \rangle }
Si F est une fonctionnelle de φ, alors pour un opérateur K, F[K] est définie comme un opérateur qui remplace K  par φ. Par exemple, si
{\displaystyle F[\phi ]={\frac {\partial ^{k_{1}}}{\partial x_{1}^{k_{1}}}}\phi (x_{1})\cdots {\frac {\partial ^{k_{n}}}{\partial x_{n}^{k_{n}}}}\phi (x_{n})}
et que G est une fonction de J, alors :
{\displaystyle F[-i{\frac {\delta }{\delta J}}]G[J]=(-i)^{n}{\frac {\partial ^{k_{1}}}{\partial x_{1}^{k_{1}}}}{\frac {\delta }{\delta J(x_{1})}}\cdots {\frac {\partial ^{k_{n}}}{\partial x_{n}^{k_{n}}}}{\frac {\delta }{\delta J(x_{n})}}G[J]}.
S'il y a une fonction analytique Z (appelée fonctionnelle génératrice) de J (appelée champ source) satisfaisant l'équation :
{\displaystyle {\frac {\delta ^{n}Z}{\delta J(x_{1})\cdots \delta J(x_{n})}}[0]=i^{n}Z[0]\langle \phi (x_{1})\cdots \phi (x_{n})\rangle },
alors l'équation de Schwinger-Dyson pour la génératrice Z est :
{\displaystyle {\frac {\delta S}{\delta \phi (x)}}\left[-i{\frac {\delta }{\delta J}}\right]Z[J]+J(x)Z[J]=0}
En développant cette équation en série de Taylor pour J proche de 0, le jeu entier des équations de Schwinger-Dyson est obtenu.

## Un example:φ4
Pour donner un example, supposons
{\displaystyle S[\varphi ]=\int d^{d}x\left({\frac {1}{2}}\partial ^{\mu }\varphi (x)\partial _{\mu }\varphi (x)-{\frac {1}{2}}m^{2}\varphi (x)^{2}-{\frac {\lambda }{4!}}\varphi (x)^{4}\right)}
pour un champ réel  φ.
Alors,
{\displaystyle {\frac {\delta S}{\delta \varphi (x)}}=-\partial _{\mu }\partial ^{\mu }\varphi (x)-m^{2}\varphi (x)-{\frac {\lambda }{3!}}\varphi ^{3}(x).}
L'équation de Schwinger–Dyson pour cet exemple particulier est donc :
{\displaystyle i\partial _{\mu }\partial ^{\mu }{\frac {\delta }{\delta J(x)}}Z[J]+im^{2}{\frac {\delta }{\delta J(x)}}Z[J]-{\frac {i\lambda }{3!}}{\frac {\delta ^{3}}{\delta J(x)^{3}}}Z[J]+J(x)Z[J]=0}
Il est à noté que
{\displaystyle {\frac {\delta ^{3}}{\delta J(x)^{3}}}}
n'est pas correctement défini car
{\displaystyle {\frac {\delta ^{3}}{\delta J(x_{1})\delta J(x_{2})\delta J(x_{3})}}Z[J]}
est une distribution en :x1, x2 and x3, cette equation doit être regularisée.
Dans cet exemple, le propagateur nu D est la fonction de Green pour {\displaystyle -\partial ^{\mu }\partial _{\mu }-m^{2}} et donc, le set d'équation de Schwinger–Dyson donne
{\displaystyle {\begin{aligned}&\langle \psi \mid {\mathcal {T}}\{\varphi (x_{0})\varphi (x_{1})\}\mid \psi \rangle \\[4pt]={}&iD(x_{0},x_{1})+{\frac {\lambda }{3!}}\int d^{d}x_{2}\,D(x_{0},x_{2})\langle \psi \mid {\mathcal {T}}\{\varphi (x_{1})\varphi (x_{2})\varphi (x_{2})\varphi (x_{2})\}\mid \psi \rangle \end{aligned}}}
et
{\displaystyle {\begin{aligned}&\langle \psi \mid {\mathcal {T}}\{\varphi (x_{0})\varphi (x_{1})\varphi (x_{2})\varphi (x_{3})\}\mid \psi \rangle \\[6pt]={}&iD(x_{0},x_{1})\langle \psi \mid {\mathcal {T}}\{\varphi (x_{2})\varphi (x_{3})\}\mid \psi \rangle +iD(x_{0},x_{2})\langle \psi \mid {\mathcal {T}}\{\varphi (x_{1})\varphi (x_{3})\}\mid \psi \rangle \\[4pt]&{}+iD(x_{0},x_{3})\langle \psi \mid {\mathcal {T}}\{\varphi (x_{1})\varphi (x_{2})\}\mid \psi \rangle \\[4pt]&{}+{\frac {\lambda }{3!}}\int d^{d}x_{4}\,D(x_{0},x_{4})\langle \psi \mid {\mathcal {T}}\{\varphi (x_{1})\varphi (x_{2})\varphi (x_{3})\varphi (x_{4})\varphi (x_{4})\varphi (x_{4})\}\mid \psi \rangle \end{aligned}}}
etc.
(A moins qu'il n'y ait Brisure spontanée de symétrie, les fonctions de correlations impaires sont nulles.)